# Ben Bitton
Ben Bitton (in ebraico בן ביטון‎?; Bat Yam, 3 gennaio 1991) è un calciatore israeliano, difensore dell'Hapoel Lod.

## Carriera

### Club
Cresciuto nel settore giovanile dell'Hapoel Tel Aviv, ha iniziato la carriera professionistica giocando in prestito al Sektzia Ness Ziona, con cui ha collezionato oltre sessanta presenze. Successivamente ha disputato una stagione al Nazareth Illit.
Nel 2013 è approdato all'Hapoel Be'er Sheva, con cui ha vissuto il periodo più importante della sua carriera, rimanendo sette stagioni. Nel 2020 si è trasferito in prestito al Maccabi Tel Aviv, prima di fare ritorno all'Hapoel Tel Aviv nel 2021.
Dopo una stagione al Beitar Gerusalemme, nel 2024 è passato all’Hapoel Lod.

### Nazionale
A livello internazionale, ha collezionato cinque presenze con la nazionale israeliana tra il 2016 e il 2018.

## Palmarès

### Club

#### Competizioni nazionali
- Campionato israeliano: 3

Hapoel Be'er Sheva: 2015-2016, 2016-2017, 2017-2018
- Coppa Toto Al: 2

Hapoel Be'er Sheva: 2016-2017, 2020-2021
- Supercoppa d'Israele: 3

Hapoel Be'er Sheva: 2016, 2017
Maccabi Tel Aviv: 2020
- Coppa d'Israele: 1

Hapoel Be'er Sheva: 2019-2020